# Walter Frederick Gale
Walter Frederick Gale (27. listopadu 1865 Paddington, Nový Jižní Wales - 1. června 1945, Waverley, Nový Jižní Wales) byl australský bankéř. Jeho koníčkem byla astronomie. Svůj první dalekohled si postavil v roce 1884.

## Život
Od roku 1888 pracoval v Savings Bank of New South Wales. V roce 1897 byl jmenován účetním v pobočce Newcastle, v roce 1914 vedoucím v Newtownu, v roce 1916 byl vedoucím v Barrack Street v Sydney a v roce 1917 vedoucím a hlavním inspektorem v ústředí banky. Odešel v roce 1925. Banka byla uzavřena v roce 1931. Gale se později stal předsedou výboru vytvořeného na ochranu vkladatelů. Do roku 1938 byl ředitelem Hoskins Investments Ltd.

## Astronomie
Gale objevil řadu komet, včetně ztracené periodické komety 34D / Gale. Objevil také pět jižních dvojhvězd s předponou GLE a několik objektů temné oblohy, včetně planetární mlhoviny IC 5148 v Souhvězdí Jeřába. V roce 1892 popsal oázy a kanály na Marsu.

## Ocenění díla

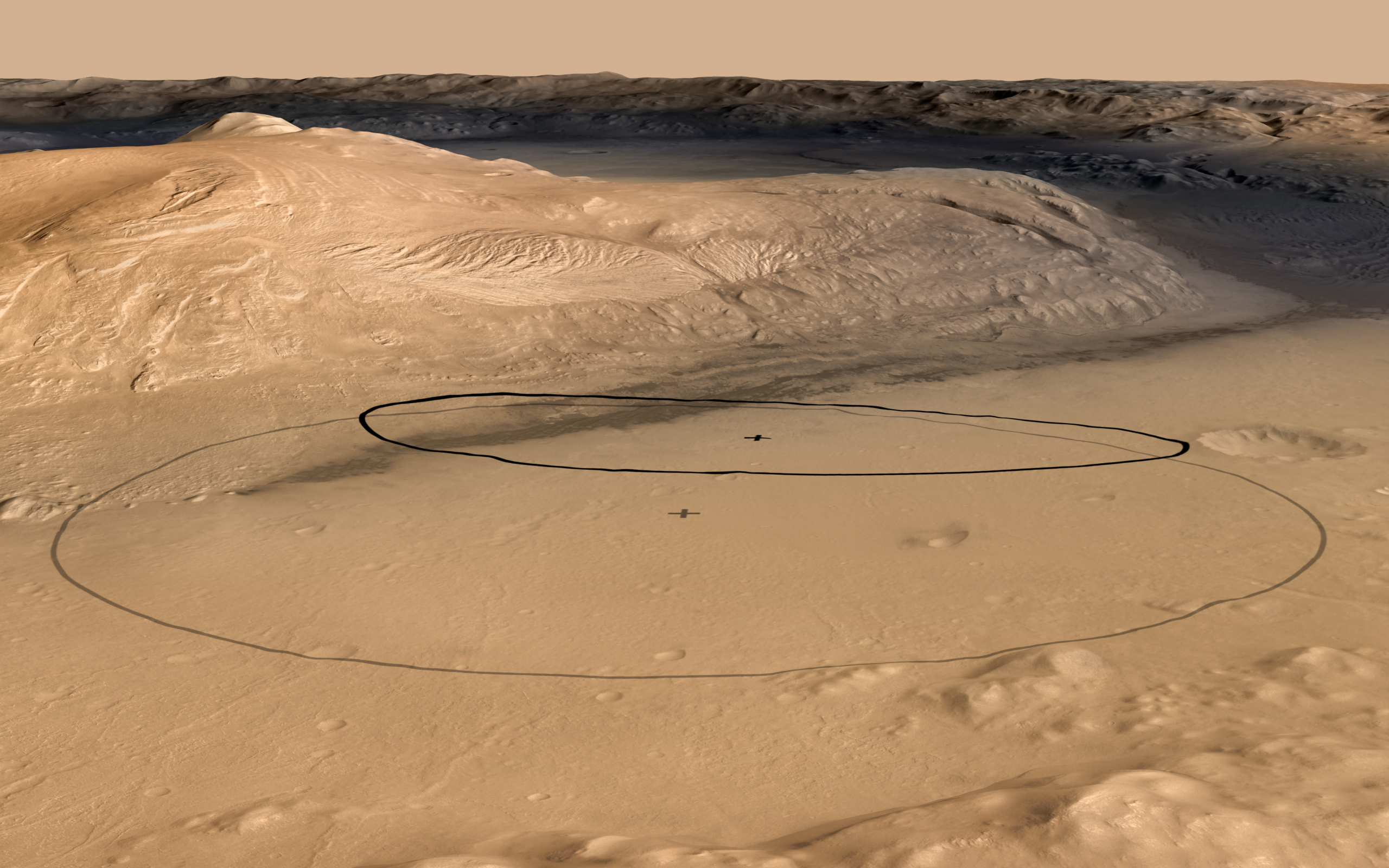
Plánované místo přistání vozítka Curiosity v Galeově kráteru

V roce 1935 mu byla udělena Jackson-Gwiltova medaile Královské astronomické společnosti za objevy komet a jeho práci pro astronomii v Novém Jižním Walesu.
Na jeho počest byl pojmenován kráter na Marsu. Tento kráter byl vybrán v roce 2012 jako místo přistání pro průzkumné vozítko Curiosity.